# Friedrich Nadler (Verkehrswissenschaftler)
Friedrich Nadler (* 7. November 1946) ist ein österreichischer Diplom-Ingenieur mit dem Fachgebiet Verkehrswesen.

## Leben
Friedrich Nadler studierte Bauingenieurwesen, Studienzweig Verkehrswesen an der Technischen Universität Wien. Von 1975 bis 1984 war er Universitätsassistent am Institut für Verkehrsplanung der TU Wien. Seit 1983 ist er Zivilingenieur für Bauwesen.

## Schriften
- Frank, André; Nadler Friedrich; Axmann, Axel: Entwurf eines Informationssystems für die österreichischen Verkehrsnetze: detailliertes Daten- und Funktionenmodell. Hrsg.: Bundesministerium für Wiss. und Verkehr. Wien 2000.
- Marx, Erich; Nadler Friedrich; Hanko, Walter: Vergleichende Analyse von Vorher-Nachher-Untersuchungen. Hrsg.: Inst. für Verkehrswesen. Wien 1995.
- Nadler, Friedrich; Hanko, Walter; Schrefel,Johannes: Verkehrssicherheit im Bereich von Baustellen auf Autobahnen. Hrsg.: Forschungsges. für das Verkehrs- und Strassenwesen im Österreichischen Ingenieur- und Architekten-Verein. Wien 1988.
- Knoflacher, Hermann; Nadler Friedrich: Auswirkungen der Südost-Tangente für Wien. Hrsg.: Magistrat, Geschäftsgruppe Stadtplanung. Wien 1979.
- Knoflacher, Hermann; Nadler Friedrich: Entwicklung eines Konzeptes für verkehrsabhängige Signalsteuerungsverfahren auf österreichischen Autobahnen. Hrsg.: Bundesstrassenverwaltung. Wien 1979.